# (500248) 2012 JV63
(500248) 2012 JV63 es un asteroide perteneciente al cinturón de asteroides, descubierto el 17 de abril de 2012 por el equipo del Spacewatch desde el Observatorio Nacional de Kitt Peak, Arizona, Estados Unidos.

## Designación y nombre
Designado provisionalmente como 2012 JV63.

## Características orbitales
2012 JV63 está situado a una distancia media del Sol de 2,731 ua, pudiendo alejarse hasta 3,343 ua y acercarse hasta 2,119 ua. Su excentricidad es 0,224 y la inclinación orbital 3,036 grados. Emplea 1649,21 días en completar una órbita alrededor del Sol.
Los próximos acercamientos a la órbita de Júpiter se producirán el 13 de mayo de 2037, el 26 de noviembre de 2073 y el 9 de enero de 2132, entre otros.

## Características físicas
La magnitud absoluta de 2012 JV63 es 17,6.